# Hamburg Transit
Hamburg Transit ist eine deutsche Krimiserie, die von 1970 bis 1974 produziert wurde.

## Handlung und Hintergrund
Diese Serie stellt die Fortsetzung von Polizeifunk ruft dar, einer 52-teiligen Krimiserie, die ihrerseits die Fortsetzung der 39-teiligen Serie Hafenpolizei bildet. In Hamburg Transit werden großteils Kriminalfälle erzählt, in die Menschen verwickelt sind, die sich nur auf der Durchreise in Hamburg befinden. Verschiedene renommierte Regisseure (Hermann Leitner, Claus Peter Witt, Dieter Wedel und andere), bekannte Krimiautoren (Bruno Hampel, Friedhelm Werremeier und Hansjörg Martin) und berühmte Gaststars (darunter Sigurd Fitzek, Peter Schiff, Walter Jokisch, Michael Poliza, Peter Thom, Christian Wolff, Judy Winter, Edeltraut Elsner, Karl-Michael Vogler, Wera Frydtberg, Michaela May, Karl-Otto Alberty und Adrian Hoven) wirkten mit. Als wiederkehrende, aber nicht in allen Folgen auftretende Charaktere sind Karl-Heinz Hess als Kripobeamter Walter Hartmann und Eckart Dux als Kripobeamter Schlüter zu sehen, die bereits in der Vorgängerserie Polizeifunk ruft dabei waren. In Gastrollen treten außerdem viele Schauspieler auf, die später selbst jeweils als Kommissar in anderen Serien präsent waren, so Knut Hinz, Günter Lamprecht, Horst Michael Neutze, Charles Brauer, Bruno Dallansky, Uwe Dallmeier, Götz George, Karl-Heinz von Hassel, Dieter Eppler, Kurt Jaggberg, Sieghardt Rupp, Ulrich Matschoss (alle Tatort), Edgar Bessen, Arthur Brauss, Jan Fedder und der zweite Darsteller des Alten, Rolf Schimpf.

## Ausstrahlung
Die 52 Folgen wurden in vier Staffeln vom 31. Dezember 1970 bis zum 19. März 1974 im regionalen Vorabendprogramm des Norddeutschen Rundfunks innerhalb des Ersten Programms der ARD ausgestrahlt, angeschlossen war Radio Bremen. Von 1971 beziehungsweise 1972 an wurde die Serie von allen anderen ARD-Anstalten in ihre jeweiligen Vorabendprogramme übernommen, zum Teil mit weniger Folgen und in anderer Reihenfolge. 
2013 wurde die Serie auf Anixe ausgestrahlt, 2014 lief sie im Nachtprogramm des NDR Fernsehens. Mitte Oktober 2020 wurde die Serie auf One und 2025 im WDR Fernsehen ausgestrahlt.

## DVD-Veröffentlichung
Die Serie ist im Mai 2009 erstmals komplett auf DVD über ARD-Video erschienen. Hamburg Transit ist im Februar 2019 erneut in einer Komplett-Box digital restauriert in Bild und Ton von Pidax-Film erschienen.